# 貝賽特氏症
貝賽特氏症（Behçet / Behçet's disease）又稱貝歇氏病、貝西氏症、贝赫切特综合征 (Behçet's syndrome)、貝賽特氏症候群、 白賽病 (Morbus Behçet)，因多發於絲綢之路國家，故亦稱絲路病（silk road disease）；它是一種罕見的免疫系統的微血管全身性血管炎，此症會造成各種潰瘍及眼睛視覺的問題，20至40歲的青壯年人較易發病。
貝賽特氏症（BD），於1937年被土耳其的皮膚科醫生貝賽特（Hulusi Behçet）發現而命名，他首先發現了因基因問題引起的自體免疫異常而致病，主要症狀為：反覆性口腔潰瘍（recurrent oral ulcers）及口瘡三重複合症、反覆性生殖部位潰瘍（recurrent genital ulcers）及葡萄膜炎（uveitis）。這是一種全身性疾病，它牽涉的內臟器官包括胃腸道、肺動脈、肌骨骼、心血管和神經系統。由於此症可影響幾乎人體內的每個器官，其他情況如血管炎，纖維肌肉痛、偏頭痛或中樞神經系統的問題、視力問題、心跳過速和關節疼痛，腫脹通常也與貝賽特氏症有關。
此症在中緯度地區有較高的病發率，例如土耳其一帶，日本的發生率亦較其他國家來得高。目前台灣的全民健保將此一疾病列為重大傷病之一。此一疾病與基因HLA-B51有較高的相關性。

## 歷史
貝賽特氏症於1937年由土耳其皮膚科醫生貝賽特（1889-1948）命名，他亦是一名科學家，他於1924年是第一位從病人身上發現這種疾病，並在1936年在《皮膚期刊》發表這種疾病和性病的報告。
白賽病這個名稱在1947年9月於日內瓦皮膚科國際會議中正式通過。此症的症狀在公元前5世紀由希波克拉底於他的《Epidemion》第三冊案例七中描述過。它在現代的正式描述在1922年發表。有些參考來源使用「Adamantiades症候群」或「Adamandiades-Behçet症候群」稱呼此病，以紀念Benediktos Adamantiades（希臘眼科醫生）的研究貢獻，然而目前的世界衛生組織ICD-10的標準是命名為「貝賽特氏症」。1991年，沙特阿拉伯籍的醫學研究人員描述神經貝賽特氏症，是一種貝賽特氏症的神經活動，是此症最具破壞性的表現之一，這個機制可以由免疫介導或血栓形成。這術語可追溯至1990年。

## 症狀

### 皮膚與黏膜
幾乎所有患者都有某些形式的疼痛性口腔黏膜潰瘍、口瘡性潰瘍或無結疤口腔損傷。口腔損傷類似於那些在炎性腸道疾病中找到，並且可以是復發性。疼痛的生殖器潰瘍通常在肛門、外陰或陰囊周圍形成，並導致75%的患者結疤。此外，患者可能出現結節性紅斑，侵犯皮膚的膿皰性血管炎，病變類似同源染色體。

### 視覺系統

严重前葡萄膜炎併前房积脓、结膜充血

炎症眼疾會於發病早期形成，有個案導致失去20%的視力。視覺系統受損的形式可以是前葡萄膜炎、後葡萄膜炎或視網膜炎。前葡萄膜炎可出現眼睛疼痛、結膜充血、前房積膿和視力下降。同時，後葡萄膜炎會呈現出無痛性視力下降和飛蚊症視野。在貝賽特氏症患者中，牽涉眼睛出現視網膜血管炎的形式是很罕見的，當中視力可能在無痛的情況下出現下降及飛蚊症，以及視野缺損的情況。視神經萎縮已被確定為視覺障礙的最常見原因。貝賽特氏症會導致原發性或繼發性視神經受損，視神經乳頭水腫是靜脈竇血栓形成所導致的結果及視網膜疾病萎縮引致，它已被定性為貝賽特氏症視神經萎縮的的次要原因。
視神經病變的跡象與症狀包括無痛喪失視力會影響一隻或雙眼，使視力下降、降低辨色能力、相對傳入性瞳孔缺陷、中央盲點、視神經盤腫脹、黃斑水腫及眼球後疼痛。當這些病癥與皮膚黏膜潰瘍同時出現，醫生會提出貝賽特氏症引發的急性視神經病變的懷疑。視神經漸進性萎縮可能導致視力和顏色視覺下降，那時顱內高血壓及視乳頭水腫可能會同時出現。

## 描寫貝賽特氏症的作品
- 大長今：韓國電視劇，2003-2004年（劇中提及中宗患的的狐惑病，即此症）
- 解夏：日本電影，2004年
- 讓愛看得見（愛し君へ）：日本電視劇，2004年
- 移居世界秘境日本人好吃驚（世界の村で発見! こんなところに日本人）：日本旅遊電視劇。於2017年11月28日播出的節目裡，一位移居緬甸的日本人(片桐幹雄， 出訪藝人為紫吹淳)描述他曾得此病並因而失明。後來在台灣接受中醫治療，半年後視力逐漸恢復並於一年後視力完全恢復。